# Александр Стубб
Кай-Єран Александер Стубб ( Cai-Göran Alexander Stubb; нар. 1 квітня 1968, Гельсінкі, Фінляндія) — фінський і європейський державний діяч, дипломат. Президент Фінляндії з 1 березня 2024 року, колишній Прем'єр-міністр Фінляндії (2014—2015).
Був міністром з європейських справ і зовнішньої торгівлі в уряді Юркі Катайнена у 2011 — 2014. У 2008 —2011 роках був міністром закордонних справ Фінляндії. У 2008 році обіймав посаду голови Організації з безпеки і співробітництва в Європі (ОБСЄ). У 2004—2008 роках був членом Європарламенту від фінської правоцентристської Національної коаліційної партії. Працював у представництві Фінляндії в Європейському Союзі.

## Біографія
Народився 1 квітня 1968 року в місті Гельсінкі. Його батько Єран Стубб ( Göran Stubb; нар. 1935) — колишній хокеїст і голова хокейної асоціації Фінляндії, з 1984 року очолював європейський офіс Національної хокейної ліги США (NHL).
У 1986 році закінчив гімназію Мейнленда (англ. Mainland High School) в місті Дейтона-Біч, штат Флорида, США. Через два роки закінчив шведську гімназію Леркан в Гельсінкі, 
У 1988—1989 роках пройшов службу в фінських збройних силах, єгерем в батальйоні Уусімаа. У 1989 році за успіхи в гольфі Стубб здобув спортивну стипендію для вступу до Фурманського університету в Південній Кароліні (США). Спочатку він вибрав підприємницьку спеціальність, а потім перевівся на політологічний факультет. У вільний від навчання час підробляв хокейним тренером, продавцем в крамниці спорядження для гольфу та стажистом на фабриці з виробництва паперу в Німеччині. Крім того, він представляв команду Фінляндії на міжнародних турнірах з гольфу.
У 1993 році Александр закінчив факультет політології Фурманського університету з відзнакою, ступінь бакалавра (BA).
У 1994 році закінчив історичний факультет Паризького університету Сорбонна, захистив диплом з історії цивілізації французькою мовою (фр. Dîplome de Langue et Civilisation Française).
У 1995 році закінчив Коледж Європи в Брюгге, здобув ступінь магістра (MA) з питань європейських справ, з 2000 року професор коледжу.
У 1995—1997 роках працював радником у міністерстві закордонних справ Фінляндії.
У 1997—1998 роках займався дослідженнями в Фінській академії наук. У 1999 році Стубб здобув ступінь доктора філософії (PhD) в Лондонській школі економіки.

### Політична кар'єра
З 1999 по 2001 рік — спеціальний дослідник представництва Фінляндії в ЄС в Брюсселі, член фінської урядової делегації на міжурядових переговорах стосовно Ніццького договору. З 2001 року Стубб обіймав посаду радника президента Європейської комісії Романо Проді та був членом спеціальної комісії з розробки Європейської конвенції.
У 2003 повернувся до представництва Фінляндії при Європейському Союзі як спеціальний експерт і учасник міжурядових переговорів щодо європейської конституції.
У 2004 році обраний до Європейського парламенту від правоцентристської Національної коаліційної партії. Александер Стубб входив до європарламентської фракції Європейської народної партії — Європейських демократів (EPP-ED). Входив до комітету з бюджетного контролю, був віцепрезидентом комітету із захисту споживачів та внутрішнього ринку, брав участь у роботі конституційного комітету, вимагав збільшення витрат на перекладацьку службу Європарламенту.

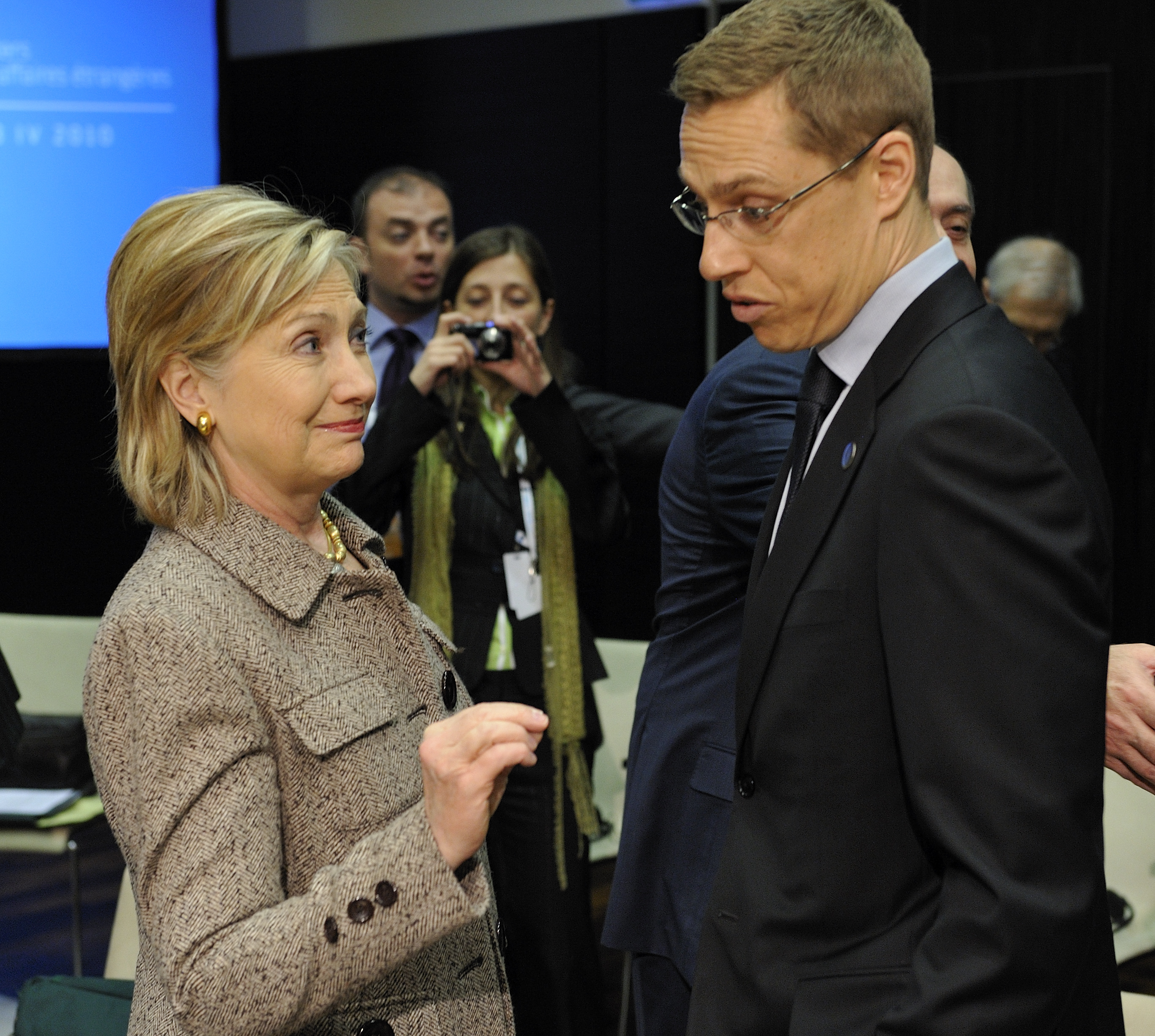
Александр Стубб і держсекретар США Гілларі Клінтон на зустрічі міністрів закордонних справ НАТО в Таллінні 2010 року.

1 квітня 2008 року, Александер Стубб одноголосно призначений міністром закордонних справ Фінляндії після того, як його попередник Ілкка Канерва (фін. Ilkka Kanerva) пішов у відставку через скандальний зв'язок зі стриптизеркою. Стубб обійняв посаду 4 квітня, здобувши від Канерви посаду голови Організації з безпеки та співробітництва в Європі (ОБСЄ), бо у 2008 році в організації головувала Фінляндія. На посаді міністра закордонних справ Стубб був прихильником входження Фінляндії до НАТО.
Під час війни в Південній Осетії в серпні 2008 року Стубб разом із французьким колегою Бернаром Кушнером і президентом Франції Ніколя Саркозі був одним з авторів плану мирного врегулювання Александр Стубб, як голова ОБСЄ, засудив визнання Росією 26 серпня 2008 року незалежності Південної Осетії і Абхазії. Стубб назвав це рішення таким, що суперечить принципам організації, членом якої є Росія. Однак він був проти введення санкцій проти Росії і вже 7 вересня оголосив про те, що задоволений співпрацею Москви з місією ОБСЄ в Південній Осетії.
Стубб під час зустрічі з урядом України висловив підтримку євроінтеграційним прагненням України і зазначив, що для досягнення цих цілей Україна має провести реформи, а також адаптувати своє законодавство до вимог ЄС. Також, виступаючи з лекцією в Інституті світової політики в Києві, політик висловив сподівання, що Євросоюз і Україна підпишуть договір про зону вільної торгівлі вже 2011 року.
У 2011 році обраний до парламенту Фінляндії від Національної коаліційної партії (англ. National Coalition Party, NCP). У новому уряді, сформованому в червні 2011 року, Стубб обійняв посаду міністра з європейських справ і зовнішньої торгівлі.

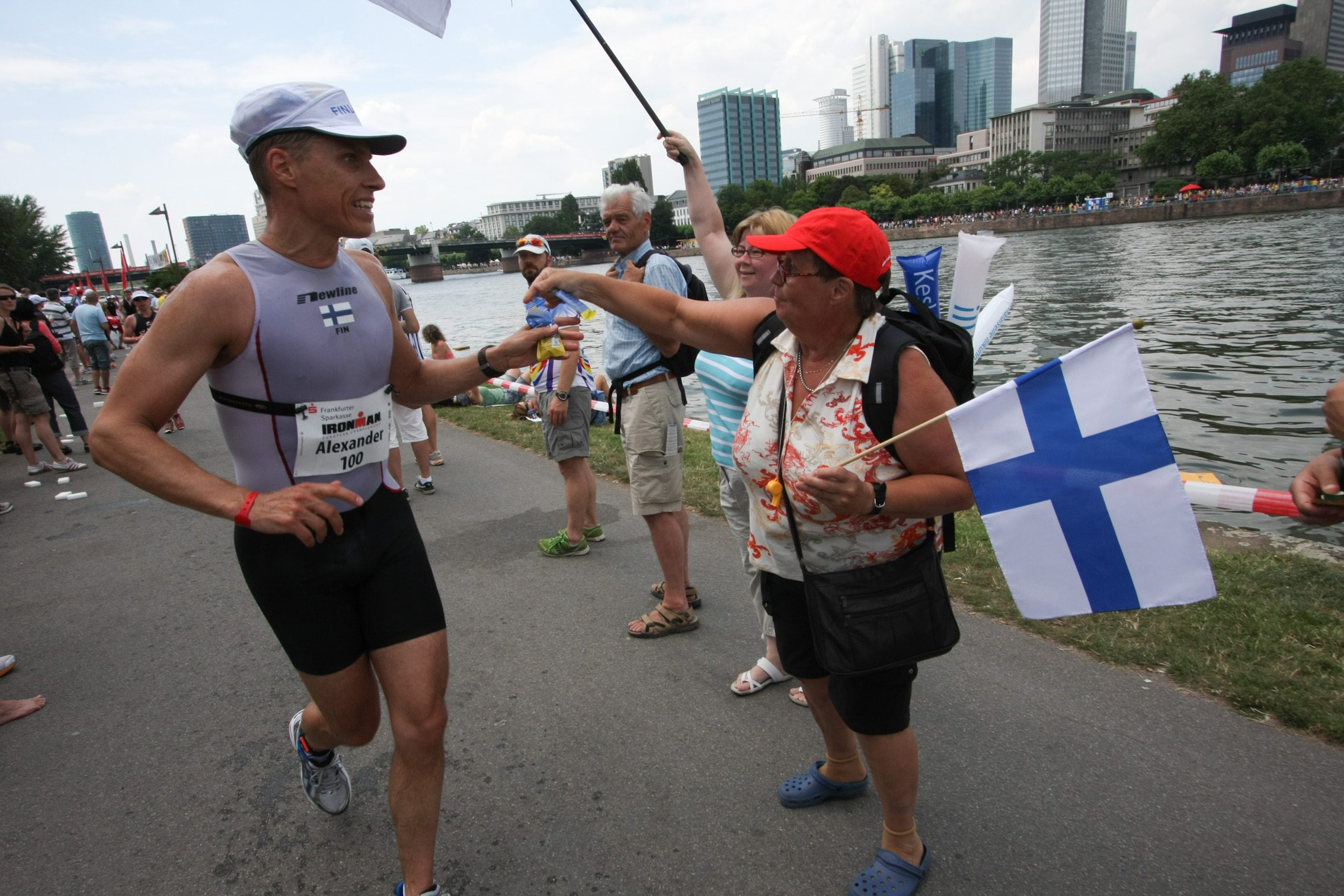
Александр Стубб під час забігу в Франкфурті-на-Майні, Німеччина, 2009 рік.

У квітні 2014 року оголосив про свій намір боротися за посаду голови партії Національна коаліція і відповідно за крісло прем'єр-міністра в уряді. У разі своєї перемоги оголосив про намір активізувати роботу з приєднання Фінляндії до військового блоку НАТО. За опитуваннями громадської думки, був лідером серед трьох кандидатів (37 % опитаних віком від 30 до 44 років хотіли б бачити його майбутнім прем'єр-міністром).
14 червня 2014 обраний прем'єр-міністром Фінляндії. 16 червня прем'єр-міністр Юркі Катайнен подав заяву про відставку з посади прем'єр-міністра, яка була схвалена президентом Фінляндії Саулі Нійністе, після чого Стубба призначено головою урядових переговорів щодо формування нового уряду.
Після програшу Національної коаліції на парламентських виборах 2015 року, Стубб склав повноваження прем'єр-міністра країни. Новим прем'єром був обраний Юга Сіпіля, в кабінеті якого обійняв посаду міністра фінансів.
11 червня 2016 року на черговому партійному з'їзді Стубб склав свої повноваження голови Коаліційної партії; новим головою було обрано міністра внутрішніх справ Петтері Орпо, він же обійняв посаду міністра фінансів. Орпо запропонував Стуббу обійняти посаду міністра зовнішньої торгівлі та розвитку, проте Стубб вважав за краще покинути уряд і зосередитися на роботі в парламенті.
У серпні 2017 року призначений заступником генерального директора Європейського інвестиційного банку. У сферу його діяльності на цій посаді входять, зокрема, банківські операції в галузі кредитування, а також загальне керівництво проектами банку в країнах Північної Європи.
2 жовтня 2018 року оголосив про свою кандидатуру на пост президента Європейської комісії, як головний кандидат від Європейської народної партії . 8 листопада 2018 року Стубб програв на виборах Spitzenkandidat від ЄНП Манфреду Веберу, лідеру групи Європейської народної партії в Європейському парламенті.
У січні 2020 року, коли термін роботи Стубба в Європейському інвестиційному банку закінчувався, його було обрано директором і професором Школи транснаціонального управління в Інституті Європейського університету у Флоренції, Італія.

### Президент Фінляндії
11 лютого 2024 року обраний президентом Фінляндії.. Вступив на посаду 1 березня 2024 року. Стубб є першим президентом від шведськомовної меншини після Карла Густава Еміля Маннергейма, який правив країною з 1944 по 1946 рік.
7 березня 2024 року Стубб здійснив свою першу закордонну поїздку як новий президент Фінляндії на військові навчання НАТО Nordic Response у північній Норвегії.
3 квітня 2024 року Стубб підписав з Президентом України Зеленським Угода про співробітництво у сфері безпеки та довгострокову підтримку між Україною та Фінляндською Республікою.

## Персональні дані
Володіє фінською, шведською, англійською, німецькою та французькою мовами. Захоплюється спортом (марафон, гольф, телемарк), літературою, веде власний блог.

## Наукова та громадська діяльність
З 1997 року Александр Стубб друкувався (понад 100 публікацій) в Ekonomi och Teknik-magazine, Ilta-Sanomat, Financial Times, Blue Wings, Apu, Suomen Lehtiyhtyma Nykypaiva і Hufvudstadsbladet. Був автором 10 книг та 30 статей з історії Європейського Союзу. На своєму офіційному сайті веде персональний блог, де розповідав про свою роботу в Європейському парламенті та міністерстві закордонних справ Фінляндії.

## Родина
Александр Стубб одружений із Сьюзенн Іннес-Стубб ( Suzanne Innes-Stubb), англійкою за походженням, яка працює юристом у бельгійській компанії й займається питаннями антимонопольного законодавства та захисту особистих відомостей. Вони виховують двоє дітей: доньку Емілію (нар. 2001) і сина Олівера-Югана (нар. 2004). Мешкає в Еспоо та Гельсінкі.

## Погляди щодо України
Александр Стубб послідовно засуджує агресію Росії проти України.